# Campeonato Europeo de Voleibol Femenino Sub-20
El Campeonato Europeo de Voleibol Femenino Sub-20 es un torneo de voleibol femenino. Es organizado por la Confederación Europea de Voleibol y el país anfitrión, y está dirigido a las selecciones nacionales que integren jugadoras con un máximo de 20 años de edad.

## Historial
| N.º   | Año  | Sede                 |                 |                     |                   |
| ----- | ---- | -------------------- | --------------- | ------------------- | ----------------- |
| I     | 1966 | Budapest             | Francia         | Alemania del Este   | Checoslovaquia    |
| II    | 1969 | Riga                 | Unión Soviética | Bulgaria            | Checoslovaquia    |
| III   | 1971 | Cecina               | Unión Soviética | Rumania             | Polonia           |
| IV    | 1973 | Utrecht              | Unión Soviética | Checoslovaquia      | Polonia           |
| V     | 1975 | Munich               | Unión Soviética | Checoslovaquia      | Alemania del Este |
| VI    | 1977 | Belgrado             | Unión Soviética | Checoslovaquia      | Alemania del Este |
| VII   | 1979 | Madrid               | Unión Soviética | Alemania del Este   | Checoslovaquia    |
| VIII  | 1982 | Lohhof               | Unión Soviética | Bulgaria            | Checoslovaquia    |
| IX    | 1984 | Clermont-Ferrand     | Unión Soviética | Italia              | Checoslovaquia    |
| X     | 1986 | Sofía                | Unión Soviética | Alemania del Este   | Bulgaria          |
| XI    | 1988 | Bormio               | Unión Soviética | Italia              | Rumania           |
| XII   | 1990 | Salzburgo            | Unión Soviética | Alemania del Este   | Checoslovaquia    |
| XIII  | 1992 | Serres               | CIS             | Checoslovaquia      | Italia            |
| XIV   | 1994 | Debrecen             | Rusia           | Italia              | Alemania          |
| XV    | 1996 | Ankara               | Italia          | Rusia               | Polonia           |
| XVI   | 1998 | Vilvoorde            | Italia          | Rusia               | República Checa   |
| XVII  | 2000 | Neuchâtel            | República Checa | Italia              | Polonia           |
| XVIII | 2002 | Zagreb               | Polonia         | Ucrania             | Bielorrusia       |
| XIX   | 2004 | Presov               | Italia          | Serbia y Montenegro | Rusia             |
| XX    | 2006 | Saint-Dié-des-Vosges | Italia          | Croacia             | Ucrania           |
| XXI   | 2008 | Foligno / Perouse    | Italia          | Rusia               | Turquía           |
| XXII  | 2010 | Nis / Zrenjanin      | Italia          | Serbia              | República Checa   |
| XXIII | 2012 | Ankara               | Turquía         | Serbia              | Italia            |
| XXIV  | 2014 | / Tampere / Tartu    | Serbia          | Eslovenia           | Turquía           |
| XXV   | 2016 | Hungría / Eslovaquia |                 |                     |                   |

## Medallero
- Actualizado hasta Finlandia/Estonia 2014

| Núm. | País            | Oro | Plata | Bronce | Total |
| ---- | --------------- | --- | ----- | ------ | ----- |
| 1    | Rusia           | 14  | 3     | 1      | 19    |
| 2    | Italia          | 6   | 4     | 2      | 12    |
| 3    | República Checa | 1   | 4     | 8      | 13    |
| 4    | Serbia          | 1   | 3     | 0      | 4     |
| 5    | Polonia         | 1   | 0     | 4      | 5     |
| 6    | Turquía         | 1   | 0     | 2      | 3     |
| 7    | Alemania        | 0   | 4     | 3      | 7     |
| 8    | Bulgaria        | 0   | 2     | 1      | 3     |
| 9    | Ucrania         | 0   | 1     | 1      | 2     |
| 9    | Rumania         | 0   | 1     | 1      | 2     |
| 11   | Croacia         | 0   | 1     | 0      | 1     |
| 11   | Eslovenia       | 0   | 1     | 0      | 1     |
| 12   | Bielorrusia     | 0   | 0     | 1      | 1     |
|      | TOTAL           | 24  | 24    | 24     | 72    |

## MVPpor edición
- 2014 –  Serbia - Tijana Boskovic
- 2012 –  Turquía - Damla Çakıroğlu
- 2010 –  Italia - Caterina Bosetti
- 2008 –  Turquía - Naz Aydemir
- 2006 –  Suiza - Natalia Goncharova